# 岡本よりたか
岡本 よりたか（おかもと よりたか、1958年8月12日 - ）は、日本の篤農家、環境活動家。空水ビオファーム農園主。たねのがっこう主宰。命のリレーの会代表。

## 人物
1958年8月12日、福井県に生まれる。

## 著書

### 単著
- 『おひとり農業』内外出版 ISBN 978-4862576989（2024年6月25日）
- 『続・無肥料栽培を実現する本』マガジンランド ISBN 978-4865462494（2019年11月25日）
- 『種は誰のものか？』キラジェンヌ ISBN 978-4906913817（2018年10月12日）
- 『無肥料栽培を実現する本』マガジンランド ISBN 978-4865461534（2017年4月21日）
- 『野菜は小さい方を選びなさい』フォレスト出版ISBN 978-4894519657（2016年

### 共著
- 内海聡・野口勲[2][3]『不自然な食べ物はいらない』廣済堂出版 ISBN 978-4331518823（2014年10月26日）